# 안제이 파누프니크
안제이 파누프니크(폴란드어: Andrzej Panufnik, 1914년 9월 24일 ~ 1991년 10월 27일)는 폴란드의 작곡가이자 지휘자였다. 그는 폴란드의 주요 작곡가들 중 한 명으로 자리 잡았고, 지휘자로서 그는 제2차 세계 대전 이후 바르샤바 필하모닉 오케스트라의 재건에 중요한 역할을 했다. 그 나라의 정권에 의해 그에게 가해진 여분의 음악적인 요구들에 점점 더 좌절감을 느낀 후, 그는 1954년 영국으로 망명했고 영국 시민권을 취득했다. 1957년, 그는 그의 모든 시간을 작곡에 바치기 위해 2년 후에 포기했던 버밍엄 심포니 오케스트라의 수석 지휘자가 되었다.

## 생애

### 아동기 및 학업
파누프니크는 바르샤바에서 바이올리니스트 어머니와 아마추어 (하지만 유명한) 바이올린 연주자 아버지 사이에서 둘째 아들로 태어났다. 어린 시절부터 그는 음악에 대한 흥미와 비행기 기계에 대한 매료 사이에서 괴로워했다. 그의 할머니는 그에게 피아노 수업을 해주었지만, 그는 재능을 보였음에도 불구하고 그의 공부는 불규칙했다. 학생일 때 그는 몇몇 성공적인 대중가요를 작곡했지만, 그의 아버지는 음악적인 진로를 추구하는 그의 아들을 인정하지 않았다. 결국 그의 아버지는 그가 입학만 한다면 음악을 공부하도록 허락하며 허락했다. 이 시기에, 파누프니크는 바르샤바 음악원의 피아노 입학 시험을 치르기에는 너무 나이가 많았지만, 타악기 학생으로서 입학하는데 성공했다. 그는 곧 작곡과 지휘를 공부하는데 집중하기 위해 타악기 수업을 떠났고, 그는 열심히 공부했고 보통 때보다 훨씬 적은 시간에 수업을 마쳤다.
1936년에 우수한 성적으로 졸업한 후, 펠릭스 바인가르트너 아래에서 1년 동안 지휘를 공부하기 위해 빈으로 여행하려는 그의 계획은 국가 복무에 소집되어 연기되었다. 파누프니크는 어떻게 그의 의학 전날 밤, 그가 무선으로 폴란드의 중세 성가인 《하느님의 어머니》를 들었는지를 기억했다. 이것은 완전히 그를 사로잡았고, 그는 많은 양의 블랙 커피를 마시며 밤 늦게까지 깨어 있었다. 이것의 결과는 그가 건강 검진에 실패했고 군 복무로부터 면제되었다는 것이었다. 대신 그는 돈을 벌고 영화 음악을 작곡하는 명성을 얻기 위해 그 해의 공백을 사용했다.
파누프니크는 1937년에 바인가르트너와 함께 그의 공부를 위해 빈으로 여행했다. 그는 또한 제2빈악파의 작곡가들에 의해 음악을 공부하려는 그의 의도를 성취했지만, 그는 작곡에 예술적인 통일성을 주기 위한 제약들의 아르놀트 쇤베르크의 부과를 칭찬했지만, 도데카포닉 음악은 그에게 매력적이지 않았다. 파누프니크는 정치적인 상황이 바인가르트너를 아카데미로부터 퇴출되게 만들었던 안슐루스 직후에 떠나면서, 그의 계획된 1년 동안의 체류가 끝나기 전에 폴란드로 돌아갔다.
파누프니크는 또한 파리와 런던에서 몇 달 동안 살았고, 그곳에서 그는 개인적으로 공부하고 그의 첫 교향곡을 작곡했다. 그는 런던에서 와인가르트너를 다시 만났고, 그 나이든 지휘자는 악화되는 국제적 상황의 결과를 피하기 위해 그에게 영국에 머물 것을 촉구했다. 그러나 파누프니크는 폴란드로 돌아가기로 결심했다.

### 전쟁 기간

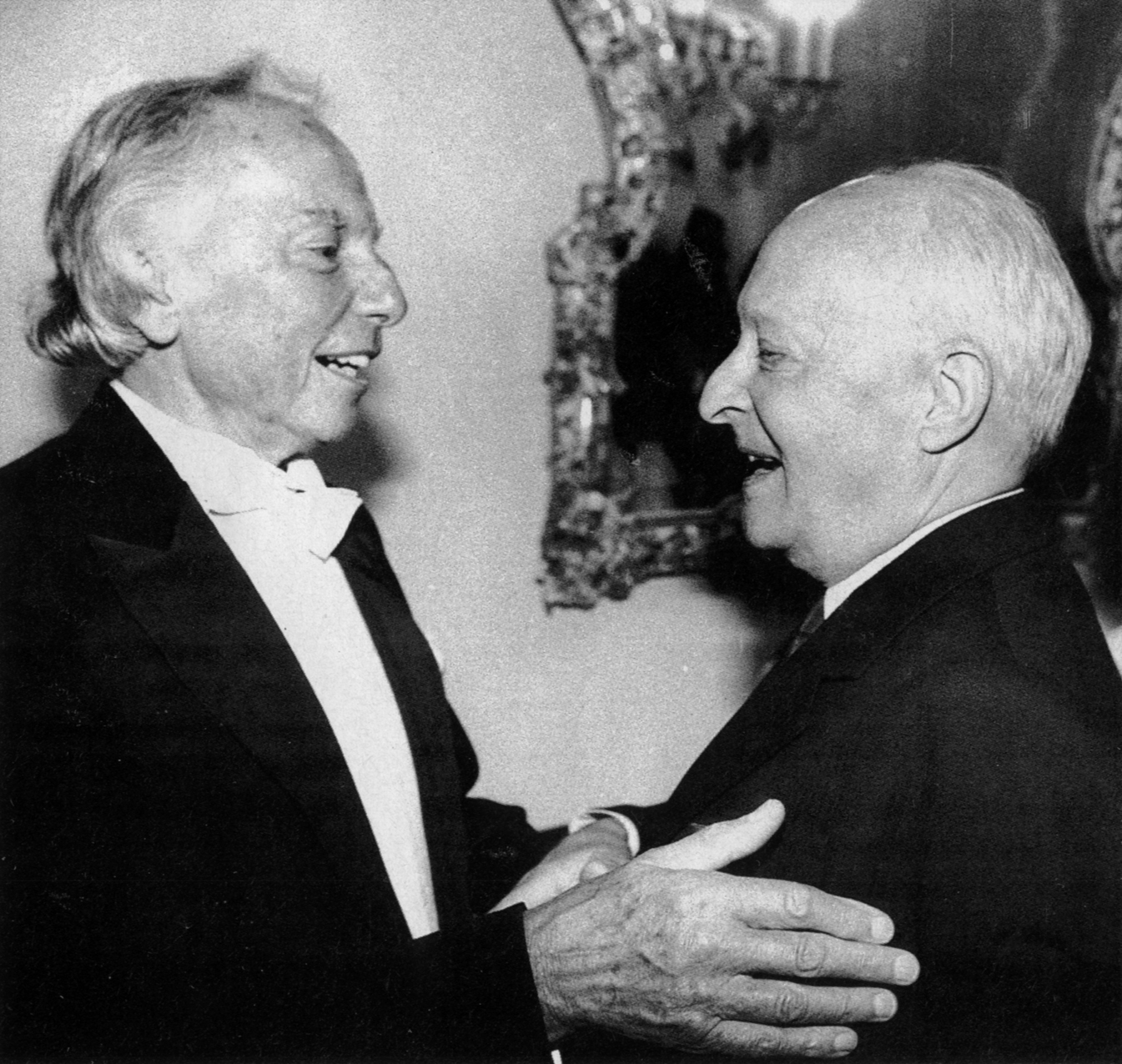
1990년 옛 친구 파누프니크와 인사를 나눈 비톨트 루토스와프스키 (오른쪽)

제2차 세계 대전 동안 독일의 바르샤바 점령 기간 동안, 파누프니크는 그의 친구이자 동료 작곡가인 비톨트 루토스와프스키와 함께 피아노 듀오를 만들었고, 그들은 바르샤바의 카페에서 공연했다. 점령군이 조직적인 모임을 금지했기 때문에 콘서트를 준비하는 것이 불가능했기 때문에 이것은 폴란드인들이 합법적으로 라이브 음악을 들을 수 있는 유일한 방법이었다. 파누프니크는 또한 몇몇 불법적인 지하 저항 노래들, 특히 〈바르샤바의 아이들〉을 작곡했는데, 이것은 도전적인 폴란드 공동체 사이에서 인기를 얻었다. 이 기간 동안, 그는 비극적 서곡과 두 번째 교향곡을 작곡했다. 이후, 파누프니크는 몇 번의 자선 콘서트를 지휘할 수 있었는데, 그 중 하나는 그의 비극적 서곡이 처음 연주되었다. 그는 1944년 바르샤바 봉기 직전, 그의 아파트에 그의 모든 음악을 두고 병든 어머니와 함께 바르샤바를 떠났다. 파누프니크가 1945년 봄, 그의 형의 시신을 묻고 자신의 원고를 회수하기 위해 도시의 폐허로 돌아왔을 때, 그는 광범위한 파괴에서 살아남았음에도 불구하고, 그의 모든 악보가 그의 방들을 점령한 낯선 사람에 의해 모닥불에 버려졌다는 것을 발견했다.

### 만년
그는 1961년에 영국 시민이 되었다. 윈섬 워드가 1962년에 죽은 후, 파누프니크와 제시는 점점 더 함께 끌렸고, 그들은 1963년 11월에 결혼했다. 그들은 그레이터런던의 트위크넘의 템스강 근처의 집으로 이사했고, 그곳에서 파누프니크는 마침내 작곡에 완전히 집중할 수 있는 평화를 얻었다. 그의 작품들은 바이올린 협주곡을 의뢰한 예후디 메뉴인, 첼로 협주곡을 의뢰한 므스티슬라프 로스트로포비치 뿐만 아니라 레오폴드 스토코프스키, 오자와 세이지, 앙드레 프레빈, 게오르그 솔티 경과 같은 주요 인물들에 의해 수요되었다. 그는 또한 런던 심포니 오케스트라로부터 3회의 의뢰를 받았고, 보스턴과 시카고 모두로부터 100주년 교향곡의 의뢰를 받았다. 왕립 필하모닉 협회는 그의 아홉 번째 교향곡을 의뢰했다. 파누프니크는 1990년에 민주주의가 회복될 때까지 폴란드로 돌아가는 것을 거부했다. 그는 1991년에 엘리자베스 2세에 의해 기사 작위를 받았다. 그는 77세의 나이로 트위크넘에서 사망했고 리치먼드 묘지에 묻혔다. 그의 두 번째 부인 카밀라에 의한 그의 딸 록산나 (1968년 ~ ) 또한 작곡가이다.